# Književnost u 1818.
◄◄ | ◄ | 1815. | 1816. | 1817. | 1818.  | 1819. | 1820. | 1821. | ► | ►►
Arhitektura • Astronomija • Biologija • Glazba • Kazalište • Kemija • Kiparstvo • Knjige • Književnost • Kršćanstvo • Meteorologija • Medicina • Politika • Pravo • Promet • Slikarstvo • Šport • Znanost
Književnost u 1818.

## Svijet

### Rođenja
- 9. studenog – Ivan Turgenjev, ruski književnik († 1883.)

## Hrvatska i u Hrvata

### Rođenja
- 19. ožujka – Petar Preradović, hrvatski pjesnik, prevoditelj i general († 1872.)
- 8. srpnja – Ivan Franjo Jukić, hrvatski pisac, kulturni i politički djelatnik († 1857.)

## Vanjske poveznice
|  | Zajednički poslužitelj ima još gradiva o temi Književnost u 1818. |